# Caroline Oblasser
Caroline Oblasser (* 1977) ist eine österreichische Musikerin, Verlegerin und Autorin.

## Leben
Caroline Oblasser studierte das Konzertfach Violoncello am Salzburger Mozarteum und machte 2004 ihren Abschluss. Sie ist ehemalige Cellistin des Salzburger Klaviertrios, mit welchem sie mehrere Tonträger aufgenommen hat. Sie studierte an der Universität Salzburg Linguistik und an der Universität für Auslandsstudien in Kyoto Japanisch und promovierte im Jahr 2003, danach arbeitete sie in einer Salzburger Werbeagentur.
2005 kam ihre erste Tochter zur Welt, die Geburt wurde schließlich durch einen ungeplanten Kaiserschnitt beendet. Caroline Oblasser empfand diesen als traumatisch, daher verarbeitete sie das Thema in ihrem ersten Buch „Der Kaiserschnitt hat kein Gesicht“, in welchem ca. 160 Mütter die Geschichte ihrer Schnittentbindung erzählten und mehr als 60 von ihnen ihre Narbe fotografieren ließen. 2007 kam ihre zweite Tochter entgegen der ärztlichen Empfehlung aufgrund des vorherigen Kaiserschnitts als geplante Hausgeburt zur Welt, danach bevorzugte sie die Alleingeburt, mittlerweile ist sie Mutter von vier Kindern.
Im selben Jahr gründete sie den on-demand-Verlag edition riedenburg. Dort veröffentlicht sie Sachbücher, Erzählungen und Kinderbücher, die sich mit gesundheitlichen Themen und vor allem mit geburtshilflichen Fragen beschäftigen. In der Kindersachbuchreihe „Ich weiß jetzt wie“ werden Themen wie Schwangerschaft, Geburt, Schreibabys oder pflegebedürftige Angehörige behandelt.

## Werke
- Der Kaiserschnitt hat kein Gesicht: 60 Kaiserschnitt-Mütter in Wort und Bild, 2007, edition Riedenburg, ISBN 978-3-9502357-0-8.
- Luxus Privatgeburt, 2009, edition Riedenburg, ISBN 978-3-902647-15-3, DNB 994465327